# Попасное (Калачеевский район)
Попасное — село в Калачеевском районе Воронежской области.
Входит в состав Меловатского сельского поселения.

## Население
| 1859 | 1897 | 2010 |
| ---- | ---- | ---- |
| 535  | ↗791 | ↘316 |

## Улицы
- ул. Октябрьская,
- ул. Первомайская.

## Известные уроженцы
- Дейнекин, Павел Иванович (1918—1945) — советский военнослужащий, старший лейтенант, Герой Советского Союза.